# Polisportiva Brindisi Sport 1949-1950
Questa voce raccoglie le informazioni riguardanti  la Polisportiva Brindisi Sport nelle competizioni ufficiali della stagione 1949-1950.

## Rosa
| N. |                   | Ruolo | Calciatore       |
| -- | ----------------- | ----- | ---------------- |
|    | Italia (bandiera) | C     | Bruno Artuso     |
|    | Italia (bandiera) | C     | Piero Bortoletto |
|    | Italia (bandiera) | A     | Capitanio        |
|    | Italia (bandiera) | D     | Bruno Di Giulio  |
|    | Italia (bandiera) | P     | Aldo Fedi        |
|    | Italia (bandiera) | A     | Gasparutti       |

| N. |                   | Ruolo | Calciatore     |
| -- | ----------------- | ----- | -------------- |
|    | Italia (bandiera) | A     | A. Liberaton   |
|    | Italia (bandiera) | D     | Flavio Maneo   |
|    | Italia (bandiera) | A     | Manussa        |
|    | Italia (bandiera) | A     | Luciano Padoan |
|    | Italia (bandiera) | A     | D. Sartorello  |
|    | Italia (bandiera) | D     | R. Visentin    |